# دیگو مارادونا (فیلم)
دیگو مارادونا (انگلیسی: Diego Maradona) یک فیلم مستند بریتانیایی محصول سال ۲۰۱۹ به کارگردانی آصف کاپادیا در مورد فوتبالیست آرژانتینی دیگو مارادونا با صحنه‌های آرشیوی دیده نشده از او است. این فیلم در جشنواره فیلم کن ۲۰۱۹ خارج از رقابت نمایش داده شد. این فیلم در ۱۴ ژوئن ۲۰۱۹ در سینما در بریتانیا پخش شد.